# ليه جيبسن
ليه جيبسن (بالإنجليزية: Les Jepsen)‏ مواليد 24 يونيو 1967 في بوبيلز، هو لاعب كرة سلة أمريكي معتزل. بدأ مسيرته الاحترافية في سنة 1990. تم اختياره من قبل فريق غولدن ستايت ووريورز خلال الدرافت. حمل الرقم 51. يبلغ طوله 7 قدم 0 بوصة (2.1 م). اعتزل اللعب في 1995.

## روابط خارجية
- ليه جيبسن على موقع إن بي أي (الإنجليزية)
- ليه جيبسن على موقع سبورتس رفرنس (الإنجليزية)
- ليه جيبسن على موقع كرة السلة الأوروبية.كوم (الإنجليزية)
- ليه جيبسن على موقع كلية كرة السلة في سبورتس رفرنس.كوم (الإنجليزية)
- ليه جيبسن على موقع ريلجم (الإنجليزية)
- ليه جيبسن على موقع بروبوليرز (الإنجليزية)